# Nouvelle-Aquitaine
Nouvelle-Aquitaine (Tân Á Quỳ, tiếng Pháp: [nuvɛl akitɛn]; tiếng Occitan: Nòva Aquitània; tiếng Basque: Akitania Berria) là vùng hành chính lớn nhất của Pháp, nằm tại miền tây nam của đất nước. Vùng này được lập ra trong cải cách lãnh thổ các vùng của Pháp vào năm 2014 thông qua hợp nhất ba vùng cũ Aquitaine, Limousin và Poitou-Charentes. Vùng có diện tích 84.061 km², và có khoảng 5,8 triệu dân vào năm 2012.. Vùng tồn tại từ 1 tháng 1 năm 2016, sau bầu cử cấp khu vực trong tháng 12 năm 2015. Phía bắc giáp vùng các Pays de la Loire và Centre-Val de Loire, phía nam giáp các vùng Navarra và Basque của Tây Ban Nha, phía đông giáp các vùng Auvergne-Rhône-Alpes và Provence-Alpes-Côte d'Azur, phía tây giáp vịnh Biscay.
Thủ phủ và thành phố lớn nhất của vùng là Bordeaux, đại đô thị Bordeaux là đại đô thị lớn thứ bảy toàn quốc, với 850.000 cư dân. Vùng có 25 khu vực đô thị lớn, quan trọng sau Bordeaux là Bayonne (288.000 dân), Limoges (283.000), Poitiers (255.000), Pau (241.000) và La Rochelle (206.000). Tăng trưởng dân số khiến vùng trở thành nới thu hút nhất về kinh tế tại Pháp, đặc biệt là ven biển.
Sau Île-de-France, Nouvelle-Aquitaine là vùng hàng đầu của Pháp và nghiên cứu và sáng tạo, với năm đại học (Bordeaux, La Rochelle, Limoges, Poitiers và Pau) cùng một vài Grandes Ecoles. Đây là vùng nông nghiệp số một tại châu Âu về doanh thu, là vùng số một tại Pháp về công việc du lịch. Kinh tế vùng dựa trên nông nghiệp và trồng nho, du lịch, ngành công nghiệp không gian, kinh tế kỹ thuật số và thiết kế, hoá dược, tài chính.

Bản đồ vùng mới gồm 12 tỉnh, được tô màu theo các tỉnh lịch sử tồn tại trước năm 1790.
Guyenne và Gascogne
Poitou
Limousin
Marche
Saintonge
Angoumois
Aunis
Basse-Navarre và Béarn
Saumurois
Khác